# Phyllachora queenslandica
Phyllachora queenslandica är en svampart som beskrevs av Hansf. 1956. Phyllachora queenslandica ingår i släktet Phyllachora och familjen Phyllachoraceae.   Inga underarter finns listade i Catalogue of Life.